# Rayner Unwin
Rayner Stephens Unwin (23 de diciembre de 1925, Londres, Inglaterra - 23 de noviembre de 2000, Berkhamsted, Hertfordshire, Inglaterra) fue un editor y escritor británico. Recibió la Orden del Imperio Británico en 1977.

## Biografía
Desde niño estuvo implicado en el negocio familiar, la editorial George Allen & Unwin, dedicándose a evaluar libros infantiles como El hobbit, de J. R. R. Tolkien. Fue educado en Abbotsholme School, Uttoxeter, aunque dejó los estudios a los diecisiete años y se dedicó a vender libros para Basil Blackwell, hijo del fundador de las librerías Blackwell's de Oxford. Tras realizar el servicio militar en la Marina Real Británica, se incorporó a George Allen & Unwin en 1951. Al año siguiente se casó con Carol Curwen, con quien tendría tres hijas, Camilla, Tamara y Sharon, y un hijo, Merlin.
En 1954 escribió una biografía del poeta John Clare y en 1955 un informe de los viajes al Ártico realizados por Willem Barents, un explorador neerlandés del siglo XVI, al que tituló A Winter Away From Home. Muchos años después, 1999, publicó unas memorias sobre la editorial George Allen & Unwin.
En 1968 y tras la muerte de su padre, Stanley Unwin, se hizo cargo de la editorial y se retiró a finales de 1985, tomando Merlin y Corydon Unwin el control de la firma, que fue fusionada con la empresa de Robin Hyman al año siguiente. Robin Hyman tomó el control como presidente y director ejecutivo, aunque Rayner regresó a la empresa durante un tiempo como presidente a tiempo parcial, retirándose de nuevo en 1988.
Murió de cáncer en un hospital de Berkhamsted, Inglaterra, a la edad de 74 años.